# Roller Skater
Robert Farrell, alias Roller Skater (« The Rocket Racer » en version originale), est un super-vilain évoluant dans l'univers Marvel de la maison d'édition Marvel Comics. Créé par le scénariste Len Wein et le dessinateur Ross Andru, le personnage de fiction apparaît pour la première fois dans le comic book The Amazing Spider-Man #172 en septembre 1977.
Le personnage ne doit pas être confondu avec Troy, second et éphémère Roller-Skater apparu dans The Amazing Spider-Man (vol.2) #13.

## Biographie du personnage
Le Roller Skater commence une carrière de cambrioleur grâce au skate-board à réaction que lui a fourni Le Bricoleur et combat régulièrement Spider-Man. Repenti, il se bat ensuite à ses côtés contre Big Wheel et Skinhead.
Membre fondateur des Outlaws (en) (Hors-la-Loi), il travaille régulièrement pour Silver Sable mais prend rapidement sa retraite. Après le vol de son équipement, il reprend du service mais du côté des criminels. Malgré un séjour en prison, il reste du mauvais côté de la barrière. Toutefois, il possède un grand sens de l'honneur et montre toujours un profond respect à Spider-Man.

## Pouvoirs, capacités et équipement

### Pouvoirs et capacités
Robert Farrell ne possède aucun super-pouvoir. C'est par contre un génie en ingénierie et un programmeur informatique autodidacte hors pair. Il a été notamment capable de concevoir et créer son propre équipement à partir de pièces récupérées dans une décharge.
C'est également un excellent skateur, capable d’effectuer des sauts et des acrobaties complexes, et d'atterrir sur son skateboard après ces manœuvres.

### Équipement
Le Roller-Skater peut tirer des micro-missiles explosifs à partir de ses gants, avec une puissance suffisante pour percer un trou dans une plaque d’acier de 75 mm d’épaisseur.
D’autres mini-missiles, installés également dans ses gants, lui permettent de décocher des coups de poing avec une puissance augmentée, égale à l’équivalent d’une vitesse de 30 km/h. Il ne dispose cependant que de six missiles de ce type, après quoi il doit recharger ses gants.
Robert Farrell a aussi conçu un skateboard propulsé par des micro-fusées, des turbines miniatures à air alimentées par un oxyde nitreux d’hydrazine. Le skateboard peut atteindre une vitesse de 95 km/h sur une portée de 120 kilomètres avant d’épuiser intégralement son carburant. Des gyroscopes spéciaux, installés dans les roues de son skateboard et les bottes et son uniforme, lui permettant de gravir les murs tout en restant attaché à sa planche.
Il possède aussi un casque et des lunettes contrôlées par ondes radios qui comportent un système cybernétique qui, en convertissant ses ondes cérébrales directement en énergie électrique, lui permet de contrôler sa planche, ses armes et d’autres mécanismes. Grâce à ce lien cybernétique, il peut garder la maîtrise de sa planche tant que ses bottes à verrouillage électromagnétique sont en contact avec celle-ci ; il doit donc être en contact permanent avec sa planche s'il veut la contrôler. Le casque est aussi équipé d'un signal d’alerte qui l'informe quand le carburant de sa planche commence à grandement diminuer, pouvant alors activer sur commande un réservoir d’urgence.